# Komla Agbeli Gbedemah
Komla Agbeli Gbedemah est né le 17 juin 1913 et mort le 11 juillet 1998  est un homme politique ghanéen et ministre des Finances et de la Planification économique (en) du gouvernement Nkrumah (en) entre 1954 et 1961. Connu populairement sous le nom de « Afro Gbede », il est originaire d'Anyako dans la région de la Volta au Ghana,.

## Jeunesse et carrière
Komla Gbedemah est né le 17 juin 1913 à Warri, au Nigéria, de parents Ewe. Il a fréquenté l'Adisadel College à Cape Coast pour ses études secondaires de 1925 à 1929 et l'Achimota College de 1929 à 1933. Il a été embauché comme enseignant dans une école du district d'Akuapem(Akuapem-Akropong (en)) sur la Gold Coast. En 1939, il devient maître en sciences à l'Académie d'Accra (en) à Jamestown/Usshertown, Accra (en) . Parallèlement à l’enseignement, il s’est lancé dans le commerce du bois et de la confiserie. En 1943, il quitte son poste d'enseignant à l'Académie d'Accra pour se consacrer à plein temps au commerce du bois.

## Carrière politique
Gbedemah était à l'origine membre de la Convention de la Gold Coast unie (en) . Il est parti avec le Dr Kwame Nkrumah pour former le Convention People's Party (CPP). Gbedemah était un membre important du CPP en raison de ses capacités d’organisation. Il a joué un rôle important dans l'élection de Nkrumah au Conseil législatif le 8 février 1951 lors des élections à l'Assemblée législative(Élections générales de 1951 sur la Gold Coast (en)) . Il a organisé toute la campagne de Nkrumah alors que ce dernier était encore en prison, détenu par le gouvernement colonial. Nkrumah a dûment remporté le siège municipal d'Accra Central. Cela a conduit à la libération de Nkrumah le 12 février 1951 et à son invitation à former un gouvernement. Gbedemah est cité dans certains rapports comme étant le premier à avoir accueilli Nkrumah après sa libération de la prison de Fort James.
Gbedemah, qui a lui-même été élu à l'Assemblée législative, est devenu le premier ministre ghanéen de la Santé et du Travail dans le gouvernement de Nkrumah. En 1954, il devient ministre des Finances, poste qu'il occupe pendant sept ans. Il a joué un rôle important en incitant le gouvernement américain, initialement réticent, à soutenir la construction du barrage d'Akosombo. Plus tard, alors que ses relations avec Nkrumah se détérioraient, Gbedemah fut rétrogradé par Nkrumah au poste de ministre de la Santé en mai 1961. Des sources américaines affirment qu’à un moment donné, Gbedemah envisageait de renverser Nkrumah. Il aurait déclaré : « Je serais désolé de devoir le faire, mais le pays en a assez de l'arrogance, des caprices et de la folie de Nkrumah. » Nkrumah a exigé la démission de Gbedemah en septembre 1961.
Gbedemah a été contraint à l'exil plus tard la même année, après que les relations entre lui et Nkrumah se soient détériorées à cause de ce qu'il percevait comme l'indiscipline financière de Nkrumah, Il aurait pris la fuite car il était prévu de le placer en détention préventive. Pendant son exil, il est connu pour avoir continué à faire pression sur les États-Unis au sujet du projet de barrage d'Akosombo.
Gbedemah a formé et dirigé l'Alliance nationale des libéraux (en) jusqu'aux élections générales de 1969. Son slogan de campagne « Dites-le haut et fort, je suis noir et fier ! » est tiré de la chanson populaire de James Brown. Après les élections, Gbedemah s’est vu interdire de siéger au Parlement. Cette décision fait suite à une décision de la Cour suprême confirmant la loi NLC interdisant aux membres du CPP accusés de crimes financiers d'occuper des fonctions publiques pendant dix ans. Cette décision l’a conduit à se retirer de toute implication active en politique.
De 1957 à 1961, Gbedemah a été président du fédéralisme mondial (en), une organisation non gouvernementale internationale promouvant un gouvernement fédéral mondial. Il fut l'un des signataires de l'accord visant à convoquer une convention pour rédiger une constitution mondiale (en),. En conséquence, pour la première fois dans l’histoire de l’humanité, une Convention constitutionnelle mondiale (en) s’est réunie pour rédiger et adopter la Constitution de la Fédération de la Terre(Constitution mondiale (en)).

## L'incident du restaurant Howard Johnson
Aux États-Unis, Gbedemah est surtout connu pour un incident survenu le 10 octobre 1957, lorsque le président américain Dwight D. Eisenhower s'est excusé auprès de lui après s'être vu refuser le service dans un restaurant Howard Johnson's (en) à Dover, dans le Delaware . Gbedemah a déclaré au personnel : « Les gens ici sont d'un statut social inférieur au mien, mais ils peuvent boire ici et pas nous. Vous pouvez garder le jus d'orange et la monnaie, mais ce n'est pas la dernière fois que vous en entendez parler ». L'incident a conduit Gbedemah à être invité à déjeuner à la Maison Blanche.

## Postes
Pour les postes ministériels, voir l’encadré succession.
- Leader du Mouvement populaire pour la liberté et la justice (1991 – ?);
- Fondateur et dirigeant de l'Alliance nationale des libéraux (1969);
- Membre de l'Assemblée législative du Ghana (1951 – ?);
- Directeur et rédacteur en chef, Nouvelles du soir d’Accra (en) (1949 – ?);
- Vice-président du Convention People's Party (1949 – ?).

## Travaux
- Gbedemah, KA Ce ne sera pas « du travail et du bonheur pour tous » ; une lettre ouverte étant également un appel au Dr Kwame Nkrumah et un commentaire et une critique du nouveau plan de développement du Ghana sur 7 ans. [np], 1962. [32p][20]